# Dundocera gabelensis
Dundocera gabelensis is een spinnensoort uit de familie Ochyroceratidae. De soort komt voor in Angola.